# Casino Royale (banda sonora de 2006)
Casino Royale es la banda sonora de la adaptación fílmica del 2006 de la novela de Ian Fleming del mismo nombre.

## Bandasonora
La música de la película está firmada por David Arnold, siendo ésta su cuarta banda sonora para la serie de James Bond. Nicholas Dodd está a cargo de orquestar y conducir la partitura nuevamente.
El tema principal es «You Know My Name» interpretado por Chris Cornell (de Audioslave en ese año) y escrito por este último y David Arnold, esta canción no está presente en el álbum de la banda sonora y sólo se puede conseguir en Singles como Lost & Found.
La mayor parte de la música de la cinta está construida sobre la base de la versión instrumental del tema principal. El tema de James Bond está ausente en la música de la película de tal manera que sea consistente con el reinicio de la serie, sólo apareciendo al final de la cinta cuando Bond reasume completamente su típico y ya conocido papel.
Los temas románticos de la cinta son «Vesper» y «Solange», siendo el primero un homenaje a los temas románticos que John Barry escribiera para películas como Somewhere In Time y Chaplin.

### Listado de temas
1. African Rundown (6:52)
2. Nothing Sinister (1:27)
3. Unauthorised Access (1:08)
4. Blunt Instrument (2:22)
5. CCTV (1:30)
6. Solange (0:59)
7. Trip Aces (2:06)
8. Miami International (12:43)
9. I'm the Money (0:27)
10. Aston Montenegro (1:03)
11. Dinner Jackets (1:52)
12. The Tell (3:23)
13. Stairwell Fight (4:12)
14. Vesper (1:44)
15. Bond Loses It All (3:56)
16. Dirty Martini (3:49)
17. Bond Wins It All (4:32)
18. The End of an Aston Martin (1:30)
19. The Bad Die Young (1:18)
20. City of Lovers (3:30)
21. The Switch (5:07)
22. Fall of a House in Venice (1:53)
23. Death of Vesper (2:50)
24. The Bitch is Dead (1:05)
25. The Name's Bond... James Bond (2:49)

## ITunes
Varios temas de la película quedaron fuera de la banda sonora, así es como se pusieron a la disposición del público en ITunes los temas restantes de la película, haciendo que toda la música de la película este completa en su totalidad.

### Listado de temas
- License: 2 Kills
- Reveal Le Chiffre
- Mongoose vs Snake
- Bombers Away
- Push Them Overboard
- Bedside Computer
- Beep Beep Beep Bang
- Inhaler
- Brother from Langley
- Prelude to a Beating
- Coming Round
- I'm Yours
- Running to the Elevator
- You Know My Name - Chris Cornell

## Curiosidades
- Nuevamente desde Octopussy, el nombre del tema principal es diferente al de la película.
- Se retoma la tradición de la música de James Bond de que el tema principal sea escrito por el compositor de la banda sonora (David Arnold en conjunción con Chris Cornell) y su posterior utilización en la partitura como fuente instrumental.
- Chris Cornell menciona que para escribir la letra se inspiró en las canciones, Thunderball de Tom Jones y en Live & Let Die del grupo Wings